# Cidade Antiga de Ping Yao
A Cidade Antiga de Ping Yao é um Património Mundial em Xanxim, na China. Situa-se a cerca de 715 km de Pequim e a cerca de 80 km da capital da província, Taiyuan. Ping Yao é um exemplo excepcionalmente bem preservado de uma cidade chinesa tradicional da dinastia Han. Fundada no século XIV, seu tecido urbano é um epítome da evolução de estilos arquitetônicos e urbanísticos da China Imperial por mais de cinco séculos. De interesse especial são os imponentes edifícios associados com aterros, motivos pelos quais Ping Yao era uma importante cidade da China no século XIX e princípio do século XX.

## Galeria

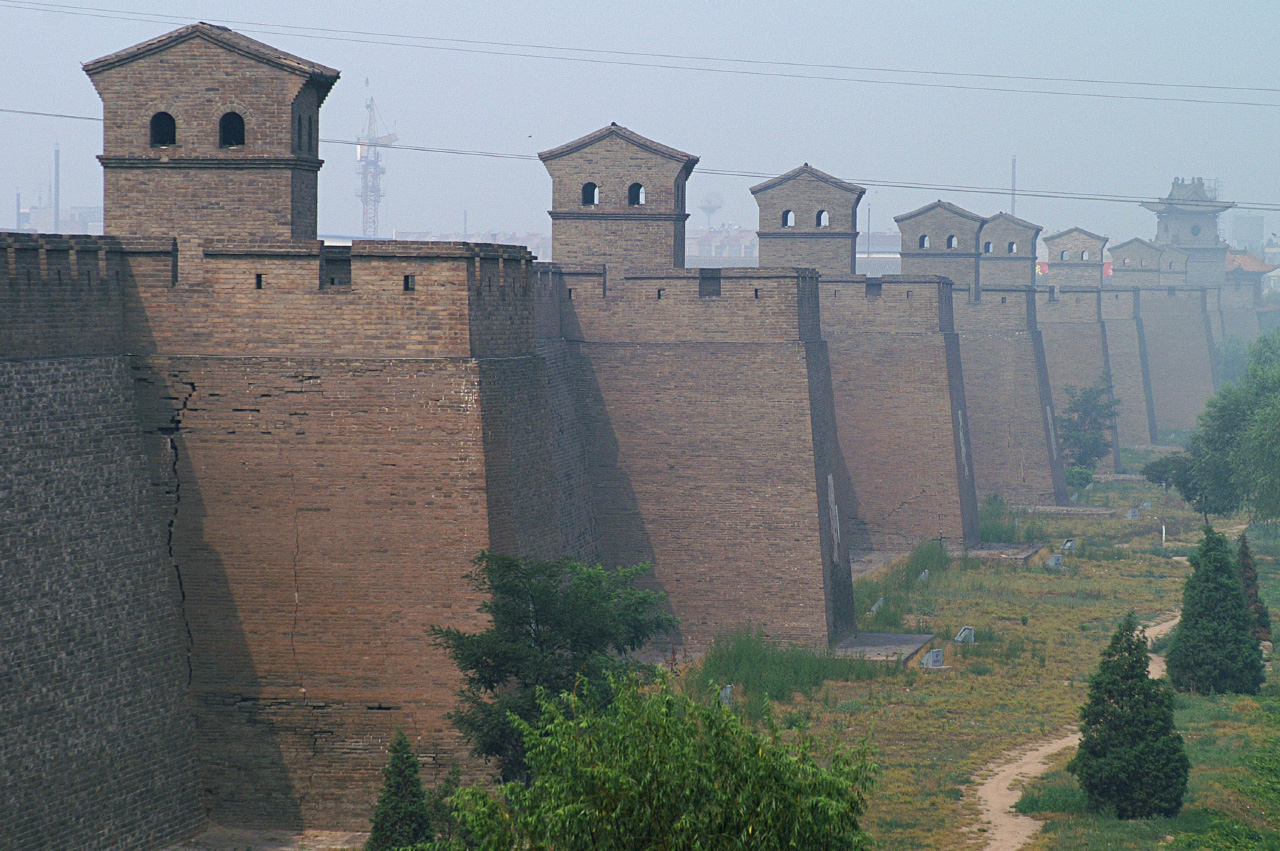
Muralhas de Ping Yao
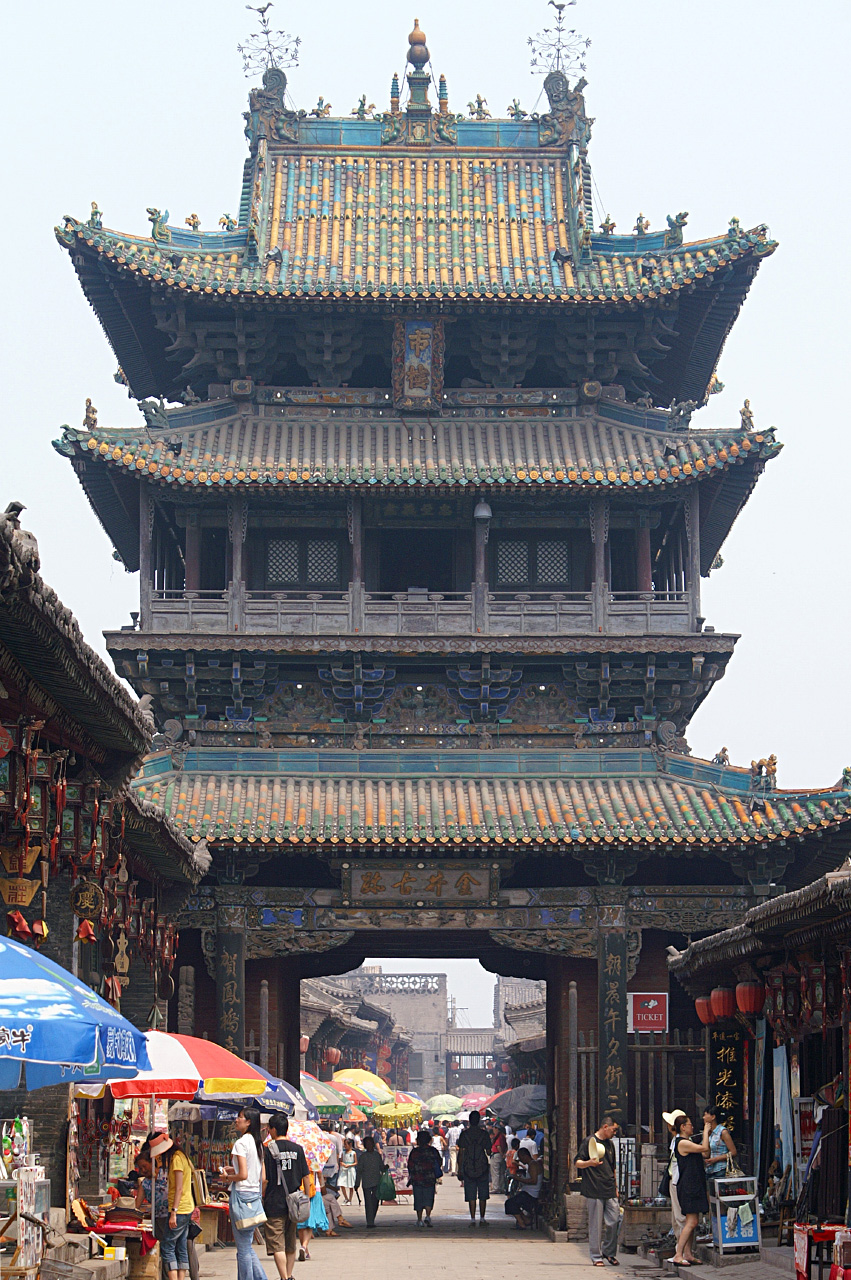
Torre de Ping Yao

## Ligações Externas
- (em inglês) Unesco - Cidade Antiga de Ping Yao